# René Pijnen
Marinus "René" Augustinus Josephus Pijnen, född den 3 september 1946 i Woensdrecht är en nederländsk tidigare tävlingscyklist, som främst hade framgångar på bana, där han vann 72 sexdagarslopp (bara Patrick Sercu, 88, och Danny Clark, 74, har vunnit fler) och blev europamästare sex gånger i madison och en gång i derny. På landsväg är hans främsta meriter en guldmedalj i lagtempo vid Olympiska spelen i Mexico City 1968, fyra etappsegrar i Vuelta a España och en andraplats i Paris–Tours 1970.

## Meriter

### Landsväg

#### Amatör
1967
 3:a i linjelopp för amatörer vid Världsmästerskapen i landsvägscykling
1968
Olympiska spelen:
 Olympisk mästare i lagtempo (med Fedor den Hertog, Jan Krekels och Joop Zoetemelk)
5:a i linjelopp

#### Professionell
1969
Vinnare totalt av Tour du Nord
Tour de Luxembourg:
Vinnare av etapperna 2 och 4
5:a totalt
6:a i Milano–Sanremo
6:a totalt i Dunkerques fyradagars
1970
2:a i Paris–Tours
3:a totalt i Tour de Luxembourg
1971
Vinnare av prologen samt etapperna 5 och 17a (ITT) i Vuelta a España
Vinnare av etapp 4 i Grand Prix du Midi Libre
1972
Vinnare av prologen i Vuelta a España
Grand Prix de Fourmies:
Vinnare totalt
Vinnare av av etapp 1 (ITT)
Vinnare av etapp 4 i Tour du Nord
 
1973
Dunkerques fyradagars:
Vinnare av prologen
5;a totalt
3:a totalt i Tour of Belgium
1974
3:a i Dwars door Vlaanderen
1975
6:a totalt i Dunkerques fyradagars
8:a i Paris–Tours

### Bana

#### Mästerskap
René Pijnens podieplaceringar vid mästerskap på bana (europamästerskapen arrangerades vintersäsongsvis och hade ingen fast plats i kalendern, ibland gick de före nyår och ibland efter):
| Mästerskap                              | Disciplin       | 1969      | 1970      | 1971      | 1972      | 1973      | 1974      | 1975      | 1976      | 1977      | 1978      | 1979      | 1980      | 1981      | 1982      | 1983      | 1984      | 1985      |
| --------------------------------------- | --------------- | --------- | --------- | --------- | --------- | --------- | --------- | --------- | --------- | --------- | --------- | --------- | --------- | --------- | --------- | --------- | --------- | --------- |
| Världsmästerskapen                      | förföljelselopp |           |           |           |           |           |           |           |           |           |           |           |           |           |           |           |           |           |
| Nederländska mästerskapen               | förföljelselopp |           |           |           |           |           |           |           |           |           |           |           |           |           |           |           |           |           |
| Nederländska mästerskapen               | stayer          |           |           |           |           |           |           |           |           |           |           |           |           |           |           |           |           |           |
| Nederländska mästerskapen               | 50 km           |           |           |           |           |           |           |           |           |           |           |           |           |           |           |           |           |           |
| Mästerskap                              | Disciplin       | 1969 1970 | 1970 1971 | 1971 1972 | 1972 1973 | 1973 1974 | 1974 1975 | 1975 1976 | 1976 1977 | 1977 1978 | 1978 1979 | 1979 1980 | 1980 1981 | 1981 1982 | 1982 1983 | 1983 1984 | 1984 1985 | 1985 1986 |
| Europamästerskapen "Vintermästerskapen" | derny           |           |           |           |           |           |           |           |           |           |           |           |           |           |           |           |           |           |
| Europamästerskapen "Vintermästerskapen" | madison         |           |           |           | KB        | LD        | PS        | GH        | GF        |           | FM        | MV        |           | PS        |           |           | GF        | GF        |
| Europamästerskapen "Vintermästerskapen" | omnium          |           |           |           |           |           |           |           |           |           |           |           |           |           |           |           |           |           |
| Europamästerskapen "Vintermästerskapen" | stayer          |           |           |           |           |           |           |           |           |           |           |           |           |           |           |           |           |           |

Not: Madisonraden tar upp Pijnens partner med initialer, representerande: Klaas Balk, Leo Duyndam, Patrick Sercu, Günter Haritz, Gert Frank, Francesco Moser och Michel Vaarten.

#### Sexdagarslopp
I tabellen nedan listas René Pijnens segrar och partners (med initialer):
| \ Säsong |

| Plats \ |

| \ Säsong |

| Partner \ |

Noter:
Lopp: Asterisk efter ortnamnet markerar att tävlingen hölls före nyår (Kölns sexdagars gick över nyårshelgen). Antwerpen kördes med tremannalag till och med 1979/1980.
Partners: Raden "Övriga" innehåller de partners som bara bidrog till en seger, dessa är:

 Klaus Bugdahl (69/70)
 Theo Verschueren (71/72)
 Gerard Koel (72/73)
 Roy Schuiten (74/75)
 René Savary (78/79)
 Michel Vaarten (78/79)
 Roger De Vlaeminck (79/80)
 Jan Raas (79/80)
 Alfons De Wolf (80/81)
 Giuseppe Saronni (81/82)
 Stan Tourné (82/83)
 Etienne De Wilde (83/84)
 Enrique Martínez Heredia (83/84)
 Josef Kristen (83/84)